# ブレリム・ジェマイリ
ブレリム・ジェマイリ（マケドニア語: Блерим Џемаили, アルバニア語: Blerim Xhemaili, 英語: Blerim Džemaili, 1986年4月12日 - ）は、マケドニア共和国・テトヴォ出身のスイス国籍、アルバニア人元サッカー選手。現役時代のポジションはミッドフィールダー。元スイス代表ヨハン・フォーゲルの後継者と目されるスイス黄金世代のプレーヤー。

## 経歴

### クラブ
FCチューリッヒにて頭角を表し、2007年にイングランドのボルトン・ワンダラーズFCへ移籍するが、負傷などで本領を発揮できなかった。2008-09シーズンに、イタリアのトリノFCへレンタル移籍し、クラブが不振に陥る中でも中盤で奮闘し、才能を示した。トリノはセリエB降格となったものの、ジェマイリの働きが認められ、2009-10シーズンよりトリノへの完全移籍を果たし、直後にパルマFCにレンタル移籍となる。
2011年7月1日に750万ユーロでSSCナポリに移籍（移籍金はマヌエレ・ブラージの完全移籍150万ユーロとファビアーノ・サンタクローチェのレンタル移籍50万ユーロ分を含む）した。
14-15シーズンから同僚のゴラン・パンデフと共にガラタサライSKへ移籍。
2015年8月31日、ジェノアCFCにローンで加入し再びイタリアでプレーすることとなり、先に移籍していたパンデフとも引き続きチームメートとなった。
2017年7月より、モントリオール・インパクトにローン移籍。
2020年1月31日、深圳FCに完全移籍。
2020年12月、FCチューリッヒに復帰。
2022-23シーズン終了後、現役引退を表明した。

### 代表
2006年3月1日のスコットランド戦でスイス代表デビューした。2013年9月6日のワールドカップ予選、アイスランド戦で代表初得点を挙げた。ブラジル・ワールドカップ本大会では、フランスとの試合で直接FKから壁の下を通るゴールを決めるもチームは負けてしまった。

## 所属クラブ
- FCチューリッヒ 2003-2007
- ボルトン・ワンダラーズFC 2007-2009

→ トリノFC 2008-2009 (loan)
- トリノFC 2009-2010

→ パルマFC 2009-2010 (loan)
- パルマFC 2009-2011
- SSCナポリ 2011-2014
- ガラタサライSK 2014-2016

→ ジェノアCFC 2015-2016 (loan)
- ボローニャFC 2016-2020

→ モントリオール・インパクト 2017
- 深圳FC 2020
- FCチューリッヒ 2020-2023

## 代表歴

### 出場大会
- スイス代表
  - 2006 FIFAワールドカップ
  - 2014 FIFAワールドカップ
  - 2018 FIFAワールドカップ

### 試合数
- 国際Aマッチ 69試合 10得点（2006年-2018年）[6]

| スイス代表 | 国際Aマッチ | 国際Aマッチ |
| 年         | 出場        | 得点        |
| ---------- | ----------- | ----------- |
| 2006       | 5           | 0           |
| 2007       | 2           | 0           |
| 2008       | 1           | 0           |
| 2009       | 2           | 0           |
| 2010       | 0           | 0           |
| 2011       | 7           | 0           |
| 2012       | 7           | 0           |
| 2013       | 7           | 1           |
| 2014       | 9           | 2           |
| 2015       | 5           | 2           |
| 2016       | 10          | 1           |
| 2017       | 6           | 1           |
| 2018       | 8           | 3           |
| 通算       | 69          | 10          |

## タイトル
| シーズン | チーム         | タイトル           |
| -------- | -------------- | ------------------ |
| 2005     | FCチューリッヒ | スイスカップ       |
| 2005-06  | FCチューリッヒ | スーパーリーグ     |
| 2006-07  | FCチューリッヒ | スーパーリーグ     |
| 2011-12  | SSCナポリ      | コッパ・イタリア   |
| 2013-14  | SSCナポリ      | コッパ・イタリア   |
| 2014-15  | ガラタサライSK | スュペル・リグ     |
| 2014-15  | ガラタサライSK | テュルキエ・クパス |